# 近藤亜美
近藤 亜美（こんどう あみ、1995年5月9日 - ）は、愛知県名古屋市出身の日本人の女子柔道家。身長156cm。組み手は右組み。得意技は払腰。2022年6月には結婚して湯田姓となった。

## 経歴

### 高校まで
「女の子らしいことをしてほしかった。大きくなったら新体操なんかいいなと思ってました」と言う母親の思いもあって、生まれてすぐに器械体操を習い始めた。しかし、5歳の時に柔道をやっていた兄にメダルをねだったところ、「自分で獲れ」と言われたことがきっかけで、地元の六郷道場で柔道を始めることになった。始めて2ヶ月ほどで出場した最初の大会では準優勝した。その後も色々な大会で上位には進むものの、年上の男子と対戦することなどもあってなかなか優勝できなかった。ある大会で準優勝に終わった時は、トイレに閉じこもって表彰式に出るのを渋ったこともあった。しかしながら、両親は娘の結果にはあえてこだわらなかった。父親は次のように振り返った。「否定的なことは絶対に言わなかった。負けてもいいところは絶対にある。勝ったら一緒に喜ぶし、負けても徹底的におだてました。一番悔しいのは本人ですから」。
また、幼少の時から「ウソをつかない」「隠し事をしない」という家族の決まり事を掲げて、親子間での対話を大切にしてきた。また、父親が学生相撲で鳴らした元力士だったこともあって、幼少から体重100kgの父親とじゃれあうのが日課だったともいう。
小学校2年の冬になると、オリンピック金メダリストの吉田秀彦や谷本歩実などを生み出したことで知られる大石道場へ移った。そこでは各種の大会で優勝するようになり、メキメキ頭角を現し始めた。なお、小学校3年の時には町のちびっ子相撲大会で優勝したこともあった。その当時、父親は娘に「自分のプライドのために頑張れ」と言い続けてきた。その一方で、「努力家はいるけど、天才は誰もいない。寝て起きて強くなった選手はひとりもいない。試合は“通知表”をもらう日といっしょだよと。稽古を積み重ねて、何をしてきたかを出すだけ」と鍛錬し続けることの大切さも強調した。母親も指導者の言葉をメモに取るなどして側面から支援するとともに、「ちゃんとしていれば神様が見てるよ。ご褒美をくれるよ」と優しく声をかけるなどしていた。
また、この当時2004年アテネオリンピックで金メダルを獲得した谷本歩実が道場に立ち寄った際に金メダルを触らせてもらったことで、自分もいつの日かオリンピックの金メダルを取りたいとの思いを強くした。さらにそれだけではなく、谷本に面と向かって「オマエには負けねぇ」と強気のアピールを行うことも忘れなかった。その一方で、頻繁に基礎練習を怠って師範の大石康に2週間も練習を禁止されたこともあった。そんな時に道場内で同じ年のライバルとして内尾真子が台頭してきたことにより、うかうかしていられなくなって練習態度も改まっていったという。
小学校5年の8月には全国小学生学年別柔道大会40kg級で優勝を飾るまでになった。この前後は1年半から2年近く勝ち続けていたという。しかし、小学校6年の時の県大会で2位に終わり連勝記録が止まった。全国少年柔道大会では団体戦の初戦で一本負けを喫したが、個人戦では僅か40kgながら男子相手に5位となった。なお、8月の全国小学生学年別柔道大会45kg級でも5位にとどまり2連覇はならなかった。これによりプライドを傷つけられて、「大泣きして、柔道を辞めると言ってましたね」。しかし、父親に「負けたまま辞めるのはダメ。勝ち逃げしろ」とアドバイスされたことによって再び闘志が湧き上がり、より一層練習に取り組むようになった。小学校を卒業した際には、大会で獲得した金メダルは優に100を超えていた。
2008年には大成中学へ進んで大石公平や大石いづみの指導を受けることになった。1年の8月には全国中学校柔道大会の44kg級に出場するも3回戦で佐渡南中学1年の堀川奈津美に片十字絞で敗れた。2009年3月には近代柔道杯全国中学生柔道大会の決勝で相原中学と対戦すると、小学生時代は大石道場で同級生だった内尾真子に技ありで敗れてチームも2位にとどまった。2年の8月には全国中学校柔道大会の48kg級に出場するが、準々決勝で本庄北中学3年の阿部菜那に判定で敗れて5位だった。3年の8月には全国中学校柔道大会48kg級決勝で塚沢中学3年の小山亜利沙を2－1の判定で破って優勝すると、団体戦でも3位になった。9月の全日本ジュニアでは初戦で帝京大学1年の大木千佳に腕挫十字固で敗れた。なお、中学時代の近藤は稽古中にすぐ集中力を切らしてはぼうっとなり、監督によって道場から締め出されるなど「金魚のふん」として有名でもあった。
2011年には大成高校へ進んだ。1年の4月には新設された全日本カデにおいて、全試合を寝技で一本勝ちして優勝を飾った。5月のドイツカデ国際大会でも優勝した。8月の世界カデでは準決勝でフランスのアマンディーヌ・ブシャールを崩上四方固で破るなどオール一本勝ちで優勝を飾った。2012年3月の全国高校選手権には48kg級が設置されていないので1階級上の52kg級に出場するが、準々決勝で阿蘇高校2年の飯塚貴恵に技ありで敗れて5位にとどまった。
2年の時には6月の東海高校総合体育大会で、世界チャンピオンの浅見八瑠奈を選抜体重別初戦で判定ながらも破って注目されていた藤枝順心高校3年の岡本理帆を技ありで破って優勝した。しかし、8月のインターハイ決勝で岡本と対戦すると、内股で技ありを取られて敗れた。2013年1月のベルギー国際柔道大会ではジュニアの部でオール一本勝ちで優勝すると、シニアの部では準決勝でキューバのマリア・セリア・ラボルデを横四方固、決勝でも同じくキューバのダヤリス・メストレ・アルバレスを大外刈で破るなどこちらもオール一本勝ちで優勝を成し遂げた。3月の全国高校選手権では前年に続いて52kg級に出場すると、準決勝で清水ヶ丘高校2年の森由芽香に内股で敗れて3位だった。
3年の時には全日本ジュニアの予選で敗れるも、8月のインターハイでは決勝で修徳高校3年の渡名喜風南を技ありで破って優勝を飾った。11月の講道館杯では準決勝で鹿屋体育大学柔友会の森崎由理江に指導2で敗れるも3位となった。この大会には絶対優勝するという非常に強い気持ちで臨んでいたのに、セコンドについていた監督の大石公平が世話しなく他の教え子の試合にも付いて回っていたことでケンカになってしまい、「もうセコンドに付かないで」と言い放ってしまったことから、中学高校時代の6年間で最も印象に残る大会になったという。続くグランドスラム・東京では、準決勝でロンドンオリンピックで優勝したサラ・メネゼスに腹包みからの横四方固で一本勝ちすると、決勝でも世界チャンピオンであるモンゴルのムンフバット・ウランツェツェグを小内巻込で破って優勝を飾り、一躍脚光を浴びることになった。

### 2014年
2014年2月のグランプリ・デュッセルドルフでは準決勝でムンフバットに技ありで敗れるが、3位決定戦では韓国の鄭普涇を払腰で破った。なお、高校時代には同じ愛知県内にある至学館大学のレスリング部へ出向き、オリンピックで3連覇を果たした吉田沙保里や同じ48kg級の世界チャンピオンである登坂絵莉とも稽古を積んだことがあった。4月からは三井住友海上所属になると、体重別決勝では会社の9年先輩である山岸絵美から払腰で有効を取って初出場で優勝を飾り、世界選手権代表に選出された。6月のグランプリ・ブダペストでは、準々決勝で地元ハンガリーのチェルノビツキ・エーヴァに有効2つを取られて3位に終わった。その後の強化合宿では73kg級世界チャンピオンの大野将平から組み手の指導を受けて、「結構変わりました。てんこもりですよ」と感想を述べた。
8月の世界選手権では2回戦でトルコのエブル・シャヒンを横四方固で破ると、山場となった3回戦ではムンフバットに払腰の有効で競い勝った。準々決勝では寝技が得意である地元ロシアのアレシャ・クズネツォワを上四方固、準決勝ではラボルデを合技でそれぞれ破ると、決勝ではアルゼンチンのパウラ・パレトに指導2で優勢勝ちして19歳で優勝を飾った。日本女子では1999年の世界選手権63kg級で優勝した前田桂子以来、4人目の10代での世界チャンピオンとなった。なお、大会前は本番の自分を想像し、全試合一本勝ちで金メダルを首に掛けてもらいその後に記者会見する場面まで思い描いていた。優勝後のインタビューでは「勝っちゃった、勝っちゃったで決勝まで行っちゃった。最後まで楽しんでやれた」と満面の笑みを浮かべた。大会で優勝した時は常に笑顔を見せ続けて歓喜の涙を流さないのは、「試合は泣くところじゃない。稽古でたくさん泣いて、試合で笑え。泣いた数だけ強くなる」という父親の教えを守っているからだという。
また、48kg級の初代世界チャンピオンであるイギリスのジェーン・ブリッジも近藤が優勝した際に次のように語っている。「彼女はプレッシャーを感じている様子もまるでなく、卓越した立ち技と寝技の技術を伴って、19歳らしい若くて躍動感あふれる試合振りで優勝を果たした。優勝直後には大いなる喜びを表現して、コーチと勢いよく抱きついていた。それらは日本の選手から久しく見ることのなかった姿である」。さらには、大石道場の先輩でオリンピック2連覇を果たした谷本歩実も近藤について、「小さい時から知っている。勘が良く、負けん気も強い。当時から世界に出て行く選手だと思った」と回想した。
9月には世界チャンピオンながら全日本ジュニアに出場すると、決勝で修徳高校3年の高橋瑠衣に指導2で優勢勝ちして優勝した。10月の世界ジュニアでは決勝でヨーロッパジュニアチャンピオンであるトルコのディララ・ロクマンヘキムを巴投げで破ったのを始め、5試合全てを一本勝ちして優勝を果たした。これにより、同一年にジュニアとシニアの世界タイトルを獲得した女子で初めての選手となった(男子では2008年にフランスのテディ・リネールが世界ジュニアと世界選手権 (無差別)を制しているが、オリンピック実施階級では近藤が最初となる)。団体戦では決勝のフランス戦のみの出場となったが、52kg級で優勝したアマンディーヌ・ブシャールを腕挫十字固で破って、チームの優勝に貢献することになった。また、IJFより今大会の最優秀女子選手に選出された。世界ジュニアからは世界チャンピオンのみに許された赤いゼッケンを背中に付けることになったが、「背中を畳につけちゃいけないと意識が変わった」と女王としての自覚が芽生え始めた。
また、12月のグランドスラム・東京からは元世界チャンピオンであるコマツの浅見八瑠奈と2016年リオデジャネイロオリンピックの本格的な代表争いを演じることになるが、「相手には技術、スピード感がある。自分は若さと勢い、元気でカバーする。ここで勝って、48キロ級の1番手は私だというのを示したいと思います」とコメントした。そのグランドスラム・東京では準決勝まですべて一本勝ちすると、決勝の浅見戦では開始早々の巴投げで有効を取ると、そのポイントを守りきって今大会2連覇を達成した。

### 2015年
2015年2月には昨年に続いてグランプリ・デュッセルドルフに出場するが、初戦でロンドンオリンピック3位であるベルギーのシャルリーヌ・ファンスニックから開始早々の横四方固で敗れた。4月の体重別では、決勝で浅見に体落で有効を取られて2位に終わり大泣きした。しかし、実績を考慮されて浅見とともに世界選手権代表には選出された。5月にはワールドマスターズに出場するものの、初戦でロクマンヘキムに背負投の有効で敗れた。7月に地元で開催された世界選手権壮行会では、「浅見さんとはできれば決勝で当たりたい。もちろん勝ちにいく」と語った。その後の強化合宿の際の記者会見では、国際大会で2戦続けて初戦敗退が続いていることに関して、「引き下がるつもりはない。」とした上で、「2連覇して自分が一番だというのを示したい」と強気の姿勢を示した。
8月の世界選手権では初戦でロシアのイリーナ・ドルゴワにGSに入ってから指導1で辛勝すると、2回戦ではメキシコのエンダ・カリージョ相手にも指導1で勝つが、準々決勝で鄭普涇に背負投の有効で敗れた。その後の敗者復活戦ではチェルノビツキに横四方固、3位決定戦でもブラジルのナタリア・ブリジダに横四方固で勝って3位になった。試合後には次のように語った。「悔しい結果。研究されていた。このままじゃ駄目だと思う。去年勝てたのは自分のデータがなかったのもある。来年の五輪に向けてやり直したい」。世界選手権後、自らの中学や高校時代のビデオを改めて見直すと、自分にはできないと思っていた足技を結構使っている新たな一面を発見して、「初心に戻れた気がする」と語った。また、世界選手権後にはそれまで取り組んでこなかったウエイトトレーニングにも積極的に精を出し始めた。さらには、詳細な計量が可能な質量計を購入して、体重管理もより徹底するようになった。
12月のグランドスラム・東京では決勝で浅見と対戦すると、終了30秒ほど前に指導2でリードされるも、その直後に大外刈と袈裟固の合技で逆転の一本勝ちを収めて今大会3連覇を飾った。この際の優勝インタビューでは次のように語った。「今年は負け続けて、ちょっと「オリンピックの代表争いも無理なのかな」と思ったときもありました。ですが、今回一本で勝ったことで、スタートラインにもう一回立つことができた気がします。」「これからも「自分がオリンピックに出場する」という強い気持ちを持ち続けたいですね。その軸をぶれさせずにいればきっとオリンピックに出場できると思いますので」。

### 2016年
2016年1月には新年最初の強化合宿においてオリンピック代表選考への意気込みを尋ねられると、「外国選手を相手にする(2月の)パリで勝つことが大きい」と述べた。。迎えた2月のグランドスラム・パリでは初戦でカザフスタンのオトゴンツェツェグ・ガルバドラフにボウアンドアローチョーク（IJFと全柔連の発表は送襟絞）で敗れ、表彰台に登ることすらできなかった。4月の体重別では代表を争ってきた浅見が初戦で森崎由理江に有効で敗れるなか、決勝で綜合警備保障の遠藤宏美をGSに入ってから巴投げの有効で破って2年ぶり2度目の優勝を飾り、2016年リオデジャネイロオリンピック代表に選出された。最後まで代表を争った浅見に関しては、「ジュニアの頃、練習をお願いしていた。浅見さんが自分を高めてくれた。競ったおかげでレベルが上がった」と語った。また、親交のあるリオデジャネイロオリンピックの女子レスリング48kg級で優勝した登坂絵莉に精神面での弱さに関して相談を持ちかけると、期待やプレッシャーから逃げるのではなく、真正面から全部受け止めて戦うべきだとのアドバイスを受けた。なお、代表決定後の会見ではオリンピックで印象に残っている場面を聞かれると、道場の先輩でもある谷本歩実が北京オリンピックの決勝でフランスのリュシ・ドコスを内股で投げた試合だと答えた。
5月にはワールドマスターズに出場すると、決勝でメネゼスを腹包みからの縦四方固で一本勝ちして初優勝を飾った。ここ1年半ほどの海外における国際大会では初戦で3度も敗れていたことから今回も初戦は慎重になったものの、指導1で突破して以降は本来の柔道を示すことができた。「(一部マスコミから)海外で弱いと言われていたのが悔しくて、今大会はどんな形でも勝ちたかった」と、優勝後のインタビューでコメントした。
6月の強化合宿では「特別な階級である48キロ級にこだわって金メダルを取ることに意味がある」とオリンピックに向けての決意を語った。なおこの際に、所属先のコーチである貝山仁美と練習態度を巡って口論になり、報道陣の前で30分も説教をされる一幕もあった。別の実業団監督が「ウチも(近藤を)獲ろうと思って調査したが、チームへの影響を考慮した」というほどの問題児だったこともあり、入社当初から貝山とは頻繁に険悪ムードのケンカに発展する有様だった。その一方で、貝山は粘り強く社会人としてのマナーを近藤に仕込んでいるという。7月には三井住友海上の壮行会において、「何事も心に誓って当たれば、成し遂げられる。私は優勝することを誓った」と述べて、国旗に「精神一到」と書き記した。
8月のリオデジャネイロオリンピックでは初戦でカリージョを終了間際に横四方固で破ると、準々決勝ではガルバドラフに裏投げで技ありを先取されるも、終了間際に腹包みからの横四方固で逆転勝ちした。準決勝ではパレトに開始すぐ袖釣込腰で技ありを取られると、寝技で盛んに攻め立てるもポイントを取り返せず敗れて金メダルの夢は砕かれた。敗れたショックのあまり打ちひしがれて気持ちの切り替えもできなかったが、パレトのコーチから英語で「立て近藤！」「メダルがあるのとないのとではまったく違うから取りにいかないといけない」と声をかけられたことで何とか気持ちを持ち直すと、3位決定戦ではムンフバットを相手に終了間際に隅落で有効を取って優勢勝ちして銅メダルを獲得した。試合後のインタビューでは、「すいませんでした。本当に申し訳ない気持ちでいっぱいです」「銅で情けない。実力の差を見せつけられた」と語った。なお、応援に駆けつけた中学高校時代の恩師である大石公平とは、金メダルでなかったことからまたもケンカになってしまったという。12月のグランドスラム・東京では準々決勝で渡名喜にGSに入ってから小外刈の技ありで敗れて今大会4連覇ならずも、その後の3位決定戦でガルバドラフを指導1で破って3位になった。

### 2017年
2017年2月のグランドスラム・パリでは準決勝で鄭普涇に開始早々の肩車で敗れて3位に終わった。4月の体重別では決勝で渡名喜と対戦すると、GSを含めて8分近い戦いの末に大外刈で一本勝ちして今大会3度目の優勝を飾り、世界選手権代表に選出された。5月のグランドスラム・エカテリンブルグでは決勝で地元ロシアのサビーナ・ギリアゾワを後袈裟固で破って優勝した。8月の世界選手権では準決勝でムンフバットにGSにおいて反則負けを喫したが、3位決定戦でミリカ・ニコリッチを上四方固で破って銅メダルを獲得した。試合後のインタビューでは、「金メダルを狙っていたのに、また銅メダル。何度3位決定戦をやればいいのか…」「五輪も悔しかったが、今回は五輪よりも悔しい」とコメントした。12月のグランドスラム・東京では準々決勝で渡名喜に袈裟固で一本勝ちするなどして決勝へ進むと、寝技師のムンフバットをGSに入ってから上四方固 または横四方固 で破って2年ぶり4度目の優勝を飾った。

### 2018年
2018年2月にはグランドスラム・パリに出場予定だったが、右膝内側側副靱帯の損傷により出場を見合わせることになった。4月の体重別では準決勝で遠藤に反則負けを喫して3位だった。この際に、「(負傷した右膝は)完治しているので言い訳にするつもりはない。完敗」とコメントした。なお、世界選手権代表には選ばれなかったが、アジア大会代表に選ばれた。5月のグランプリ・フフホトでは準決勝まで全て一本勝ちすると、決勝では韓国のカン・ユジョンを巴投げの技ありで破って優勝した。8月のアジア大会では準決勝でガルバドラフを破るなどオール一本勝ちで決勝まで進むも、鄭との対戦ではGSに入ってから十字固に入るも極められず、その直後に背負投で技ありを取られて敗れた。11月の講道館杯では準々決勝で57kg級世界チャンピオンの芳田司の妹である比叡山高校3年の芳田真に大内刈の技ありで敗れると、3位決定戦でも自衛隊体育学校の山崎珠美に合技で敗れて5位に終わった。11月のグランドスラム・大阪では準々決勝で遠藤にGSに入ってから反則負けしたが、その後の3位決定戦でカン・ユジョンに反則勝ちして3位になった。12月のワールドマスターズでは準決勝でムンフバットを腕挫十字固で破るも、決勝ではコソボのディストリア・クラスニキに開始早々の大外刈で敗れて2位だった。

### 2019年
2019年2月のグランドスラム・パリでは決勝でクラスニキを小内刈で破るなど、オール一本勝ちして優勝した。この際に、「そろそろ金メダルを取りたいという一心だった。（優勝できない期間は）すごくつらかった。どん底を見たので、はい上がっていきたい」とコメントした。4月の体重別では初戦で環太平洋大学4年の小倉葵に大内刈の技ありで敗れた。5月のグランドスラム・バクーは初戦でブラジルのガブリエラ・チバナに開始早々の片手絞めで敗れた。11月の講道館杯では初戦でアセットホームサービスの稲毛ゆかに横四方固で敗れた。にもかかわらず、過去の実績でグランドスラム・大阪代表に選ばれた。グランドスラム・大阪では準決勝で渡名喜と11分近い戦いの末に反則負けすると、3位決定戦では世界ジュニアチャンピオンである南筑高校3年の古賀若菜に内股で技ありを取られた後に負傷して棄権負けとなり5位だった。

### 2020年以降
2月27日に行われた東京オリンピック代表選手発表において、ライバルである渡名喜が選出されたために2大会連続五輪出場はならなかった。10月には現役引退を表明した。この際次のようにコメントした。「私、近藤亜美は競技生活を引退する事を決断致しました。今までのたくさんの応援、サポートに心から感謝しています。ありがとうございました。振り返るとキリがないほど濃い20年間、いい人生でした」「20年間という途方もない時間を費やして夢を追い続けた結果、少しだけ夢がかないました。全てはかないきらなかったのが本音です。たくさんの試練があって、たくさんの喜びとつらさが交錯した20年間でした」。なお、この春からは自社のセカンドキャリア制度を利用して保育士資格を取得するための専門学校に通う一方で、今後も女子柔道部に携わっていくことになるという。
2024年12月にはそれまでアドバイザーを務めていた三井住友海上女子柔道部を退任した。

## 世界ランキング
- 世界ランキングの年度別変遷

|      | 2013年 | 2014年 | 2015年 | 2016年 | 2017年 | 2018年 | 2019年 | 2020年 |
| ---- | ------ | ------ | ------ | ------ | ------ | ------ | ------ | ------ |
| 順位 | 25     | 3      | 3      | 6      | 4      | 5      | 22     | 26     |

(出典、JudoInside.com)。

## 人物
- 大柄な選手が好きな巨漢フェチで、相撲の横綱である白鵬が理想のタイプだという[112]。
- 試合前日の計量が終わったらバカ食いを始める。また、試合当日にも沢山食べる。2014年のグランドスラム・東京で2連覇を達成した時には、試合の合間に弁当を3つも平らげた。なお、氷菓のガリガリ君のソーダ味とブドウ味が一番の好物[113]。
- 「振り袖がこの顔には似合わないし、肌が黒いから」との理由で、成人式には出席しなかった。代わりに両親から他人の振り袖姿の顔の部分を娘に貼り替えたアイコラ写真がスマートフォンに送られてきて、苦笑することとなった[114]。
- 「服がピチピチになるのが女子として嫌だった」としてウェイトトレーニングを避けてきたが、3位にとどまった2015年の世界選手権でパワーの差を感じてからは本格的に取り組み始めた。その結果、「SサイズだったのがMも怪しくなってきてLを着ることもあります…」と、体型に変化が見られるようになった[115]。
- フリーアナウンサーの加藤綾子と顔が似ていると話題になった。この点について近藤は、「たまに言われるんですけど、『崩れてる』と言われます」、加藤は「10年前の私に似てます！」とそれぞれコメントした[116]。
- リオデジャネイロオリンピックで3位となった際に、「銅メダルでごめんなさい」とコメントしたことで、一部から「他の銅メダリストに失礼」と批判された。それに対して、柔道では金メダルが当然であるという概念があったためにそのように発したとしたうえで、「間違っていたとは思わない。そこを『銅でもいい』と思ったら柔道家じゃない」と語った[117]。
- 2022年6月10日に結婚し、苗字が「湯田」になったことを自身のTwitterにて発表した[118][3]。

## 柔道スタイル
寝技(とりわけ抑込技の腹包み)を得意としており、中学までは寝技に持ち込んでから抑え込みで勝つことが多かった。立ち技では払腰や内股を得意にしている。最も得意とする払腰は中学1年から使ってはいたものの、掛け潰れることが多かった。しかし、高校3年のインターハイで決まってからうまく機能するようになった。一般的な払腰の入り方と違い、独特のフォームとタイミングに依拠する。本人の説明によれば、釣り手は上に引き上げるのではなく、脇を閉めて手首と肘の力を使ってから引き手と一緒に前に引く。力の強い相手に返されないように、軸足となる左足は相手の両足の外側に位置付ける。そして、相手が一歩前に出てこれないように右足で相手の右膝を抑える。さらに、右足首をきちんと伸ばしてしっかり相手の膝をロックしてから投げる。
また、社会人になってからは大内刈、巴投げ、肩車なども実戦で使えるようになってきた。特に巴投げに関して言えば、通常、右組みの選手は左足から踏み込むが、あえて右足で入るのが自らの特徴だという。こうすることで相手の意表を衝き、防御を困難にさせることも可能となる。この際に両袖を持つと相手をコントロールしやすくなる。そこから両袖を引いて相手を前に引き出す。さらには、相手の足元深くに入り込むことによって、一発で相手を浮かすことができる。
一方で、2014年の世界選手権決勝に示されるように、対戦相手を投げにくいと思った場合は指導狙いでも勝つことに徹する臨機応変さを心がけている。

## 有力選手との対戦成績
| 国籍             | 選手名                           | 内容                   |
| ---------------- | -------------------------------- | ---------------------- |
| 日本の旗         | 浅見八瑠奈                       | 2勝1敗(うち1戦1本勝ち) |
| 日本の旗         | 渡名喜風南                       | 3勝2敗(うち2戦1本勝ち) |
| モンゴルの旗     | ムンフバット・ウランツェツェグ   | 5勝2敗(うち3戦1本勝ち) |
| ブラジルの旗     | サラ・メネゼス                   | 2勝(うち2戦1本勝ち)    |
| アルゼンチンの旗 | パウラ・パレト                   | 1勝1敗                 |
| フランスの旗     | アマンディーヌ・ブシャール       | 3勝(うち2戦1本勝ち)    |
| ハンガリーの旗   | チェルノビツキ・エーヴァ         | 1勝1敗(うち1戦1本勝ち) |
| 大韓民国の旗     | 鄭普涇                           | 2勝3敗(うち2戦1本勝ち) |
| ベルギーの旗     | シャルリーヌ・ファンスニック     | 1敗                    |
| カザフスタンの旗 | オトゴンツェツェグ・ガルバドラフ | 3勝1敗(うち1戦1本勝ち) |
| コソボの旗       | ディストリア・クラスニキ         | 2勝1敗                 |

(参考資料：ベースボールマガジン社発行の近代柔道バックナンバー、JudoInside.com等)。

## 主な戦績
| 年月       | 大会                              | 成績               |
| ---------- | --------------------------------- | ------------------ |
| 2006年8月  | 全国小学生学年別柔道大会          | 優勝(40kg級)       |
| 2007年5月  | 全国少年柔道大会                  | 個人戦 5位(無差別) |
| 2007年8月  | 全国小学生学年別柔道大会          | 5位(45kg級)        |
| 2009年3月  | 近代柔道杯全国中学生柔道大会      | 2位                |
| 2009年8月  | 全国中学校柔道大会                | 5位                |
| 2010年8月  | 全国中学校柔道大会 個人戦         | 優勝               |
| 2010年8月  | 全国中学校柔道大会 団体戦         | 3位                |
| 2011年4月  | 全日本カデ                        | 優勝               |
| 2011年5月  | ドイツカデ国際大会                | 優勝               |
| 2011年8月  | 世界カデ                          | 優勝               |
| 2012年3月  | 全国高校選手権                    | 5位(52kg級)        |
| 2012年8月  | インターハイ                      | 2位                |
| 2013年1月  | ベルギー国際柔道大会 ジュニアの部 | 優勝               |
| 2013年1月  | ベルギー国際柔道大会 シニアの部   | 優勝               |
| 2013年3月  | 全国高校選手権                    | 3位(52kg級)        |
| 2013年8月  | インターハイ                      | 優勝               |
| 2013年11月 | 講道館杯                          | 3位                |
| 2013年11月 | グランドスラム・東京              | 優勝               |
| 2013年12月 | エクサンプロヴァンスジュニア国際  | 優勝               |
| 2014年2月  | グランプリ・デュッセルドルフ      | 3位                |
| 2014年4月  | 選抜体重別                        | 優勝               |
| 2014年6月  | グランプリ・ブダペスト            | 3位                |
| 2014年8月  | 世界選手権                        | 優勝               |
| 2014年9月  | 全日本ジュニア                    | 優勝               |
| 2014年10月 | 世界ジュニア 個人戦               | 優勝               |
| 2014年10月 | 世界ジュニア 団体戦               | 優勝               |
| 2014年12月 | グランドスラム・東京              | 優勝               |
| 2015年4月  | 選抜体重別                        | 2位                |
| 2015年8月  | 世界選手権                        | 3位                |
| 2015年12月 | グランドスラム・東京              | 優勝               |
| 2016年4月  | 選抜体重別                        | 優勝               |
| 2016年5月  | ワールドマスターズ                | 優勝               |
| 2016年8月  | リオデジャネイロオリンピック      | 3位                |
| 2016年12月 | グランドスラム・東京              | 3位                |
| 2017年2月  | グランドスラム・パリ              | 3位                |
| 2017年4月  | 選抜体重別                        | 優勝               |
| 2017年5月  | 2017 エカテリンブルグ             | 優勝               |
| 2017年8月  | 世界選手権                        | 3位                |
| 2017年12月 | グランドスラム・東京              | 優勝               |
| 2018年4月  | 選抜体重別                        | 3位                |
| 2018年5月  | グランプリ・フフホト              | 優勝               |
| 2018年8月  | アジア大会                        | 2位                |
| 2018年11月 | 講道館杯                          | 5位                |
| 2018年11月 | グランドスラム・大阪              | 3位                |
| 2018年12月 | ワールドマスターズ                | 2位                |
| 2019年2月  | グランドスラム・パリ              | 優勝               |
| 2019年11月 | グランドスラム・大阪              | 5位                |

(出典、JudoInside.com)。

## IJFワールド柔道ツアーにおける獲得賞金一覧
| 大会                             | 開催日         | 順位 | 獲得賞金   |
| -------------------------------- | -------------- | ---- | ---------- |
| グランドスラム・東京2013         | 2013年11月29日 | 優勝 | 5,000ドル  |
| グランプリ・デュッセルドルフ     | 2014年2月22日  | 3位  | 1,000ドル  |
| グランプリ・ブダペスト           | 2013年6月21日  | 3位  | 1,000ドル  |
| 世界選手権                       | 2014年8月25日  | 優勝 | 4,800ドル  |
| 世界ジュニア                     | 2014年10月22日 | 優勝 | 1,600ドル  |
| グランドスラム・東京2014         | 2014年12月5日  | 優勝 | 4,000ドル  |
| 世界選手権                       | 2015年8月24日  | 3位  | 2,400ドル  |
| グランドスラム・東京2015         | 2015年12月4日  | 優勝 | 4,000ドル  |
| ワールドマスターズ2016           | 2016年5月27日  | 優勝 | 4,800ドル  |
| グランドスラム・東京2016         | 2016年12月2日  | 3位  | 1,600ドル  |
| グランドスラム・パリ             | 2017年2月12日  | 3位  | 1,600ドル  |
| グランドスラム・エカテリンブルグ | 2017年5月20日  | 優勝 | 4,000ドル  |
| 世界選手権                       | 2017年8月28日  | 3位  | 6,400ドル  |
| グランドスラム・東京2017         | 2017年12月2日  | 優勝 | 4,000ドル  |
| グランプリ・フフホト             | 2018年5月25日  | 優勝 | 2,400ドル  |
| グランドスラム・大阪2018         | 2018年11月23日 | 3位  | 1,600ドル  |
| ワールドマスターズ2018           | 2018年12月15日 | 2位  | 4,800ドル  |
| グランドスラム・パリ2019         | 2019年2月9日   | 優勝 | 4,000ドル  |
| 18大会                           | ー             | ー   | 59,000ドル |

- 日本選手の場合は、獲得賞金の半分は全柔連の取り分となっていたが、2013年3月からは競技者規定が改訂されて、賞金は全額選手が受け取れることになった[122]。2014年7月からはIJF主催の各大会でコーチにも賞金が支給されるようになったために、選手の賞金が従来の2割減となった[123]。